# Distretto di Colca (Junín)
Il distretto di Colca  è uno dei ventotto distretti della provincia di Huancayo, in Perù. Si trova nella regione di Junín e si estende su una superficie di 113,06  chilometri quadrati.